# Nemotelus chilensis
Nemotelus chilensis är en tvåvingeart som beskrevs av James 1974. Nemotelus chilensis ingår i släktet Nemotelus och familjen vapenflugor. Inga underarter finns listade i Catalogue of Life.